# ViacomCBS Networks EMEAA
ViacomCBS Networks Europe, Middle East, Africa & Asia (EMEAA) (früher: MTV Networks Europe) war eine Sparte der Viacom International Media Networks für Europa, bei welchen es sich um ein Tochterunternehmen von Viacom handelte.
Viacom International Media Networks Europe managte einige Dutzend nationale Fernsehsender der Marken MTV, VH1, TMF, VIVA, Nickelodeon und Comedy Central in den Ländern Europas. Der Firmensitz befand sich in London und Warschau.

## Geschichte

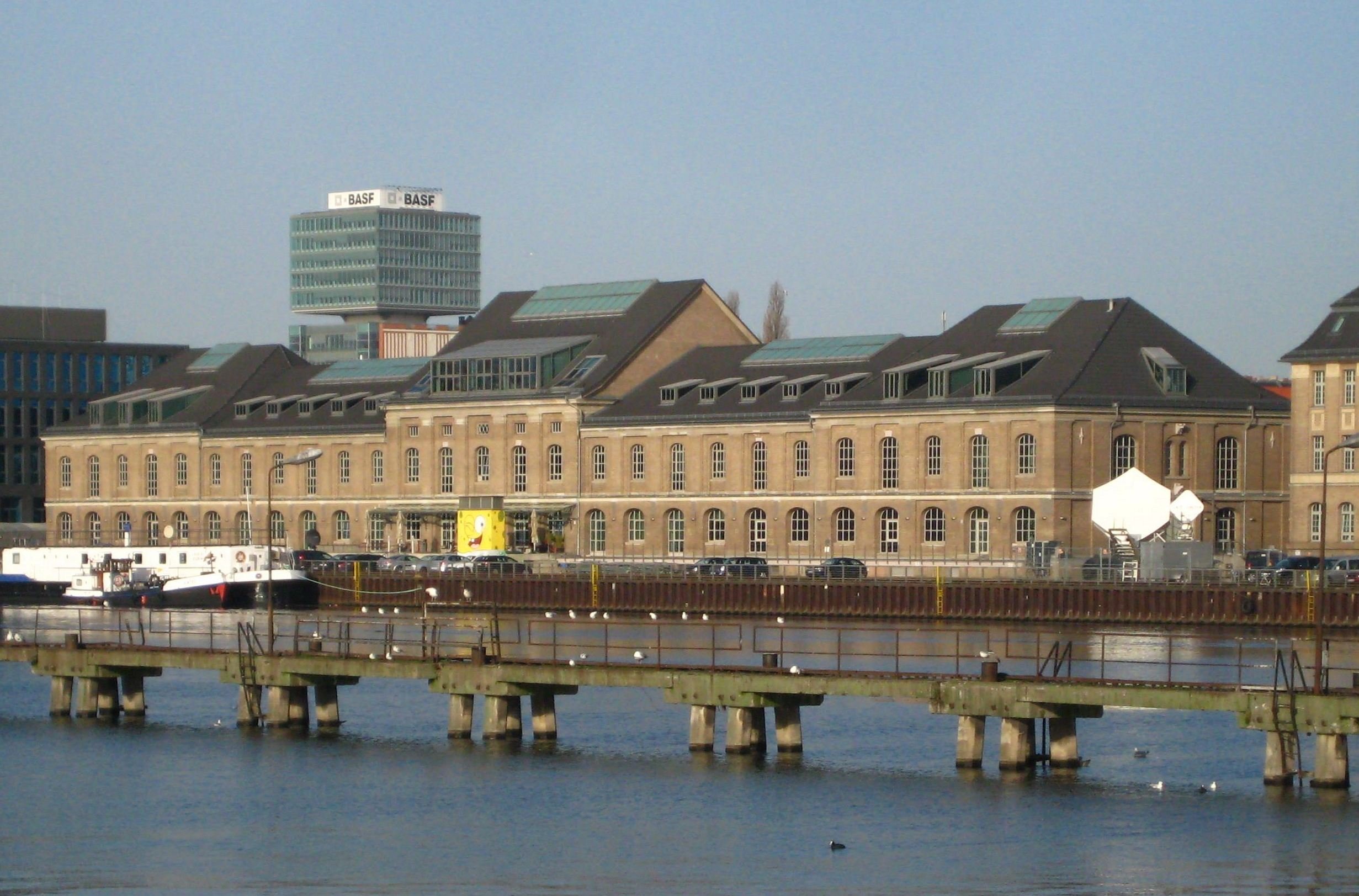
VIMN Germany in Berlin (Ehemaliger Standort, Altbau Stralauer Allee 6. Links im Bild der letzte Standort, Neubau Stralauer Allee 7)

Die Geschichte der heutigen Viacom International Media Networks Europe beginnt mit dem Start von MTV Europe, der paneuropäischen Version des US-amerikanischen Senders MTV.
Heute gibt es dutzende nationale TV-Sender der Marken MTV, VH1, VIVA, Nickelodeon und Comedy Central. Gemanagt werden diese von London aus, allerdings gibt es auch Sub-Networks.
Am 15. September 2008 begann MTV Networks International vom Hauptquartier in Warschau aus, seinen High-Definition-Kanal MTVN HD zu senden.
Im Januar 2009 wurden die Kanäle MTV Latvija und MTV Lietuva miteinander verschmolzen, da die baltischen Sender nicht genug Zuschauerquoten erzielten. Am 18. November 2009 wurde auch dieser Sender eingestellt, genauso wie MTV Estonia. Zurzeit wird in den drei Ländern der Sender MTV Europe ausgestrahlt.
Am 1. September 2011 stellten die Networks den TMF-Ableger TMF UK & Ireland ein. Der Musiksender wurde durch VIVA ersetzt.
Am 16. September 2011 wurde bekanntgegeben, dass das Geschäft in Nord- und Mitteleuropa zentralisiert werden sollte. Vom Berliner Büro aus wurde nun das Kinder- und Familienprogramm gestaltet (Nickelodeon, Nick Jr, Kindernet). Die MTV, TMF und VH1-Sender wurden von Stockholm aus betreut; die lokalen Comedy Central-Sender von Amsterdam aus. Diese Änderung betraf die Kanäle in den Niederlanden, Belgien, Deutschland, Österreich, der Schweiz, Finnland, Schweden, Norwegen und Dänemark.
Viacom International Media Networks änderte im April 2016 seine internationale Struktur. Das bisherige VIMN Northern Europe wurde aufgelöst und die Verantwortung für das Deutschland-Geschäft dem VIMN Southern Europe Cluster in Madrid zugeordnet.

## Wirkung
Bei seiner Einführung in Deutschland war MTV Europe der erste reine TV-Musiksender. Für viele Jugendliche verkörperte er einen Bestandteil des Anschlusses an die globale Popkultur. Als erstes Lied wurde das Video Money for Nothing der britischen Rockband Dire Straits (1985) gezeigt. Dieses Video wurde komplett computeranimiert und galt als avantgardistisch. Die schnellen und teilweise grellen Schnitte der gezeigten Musikvideos waren stilprägend und wurden als „MTV-Stil“ bezeichnet.

## MTV Networks Germany
Die MTV Networks Germany betreuen eine Reihe deutscher und österreichischer Sender und sind den MTV Networks Europe unterstellt.
1999 startete MTV Central (heute: MTV Germany) auf der Satelliten-Frequenz des eingestellten Kinderkanals Nickelodeon Deutschland. Bereits zuvor hatte MTV Central den englischsprachigen MTV Europe in Deutschland und Österreich im Kabel- und Pay-TV ersetzt.
Im Laufe der Jahre gelang es MTV Germany, auf dem deutschen Fernsehmarkt verstärkt Marktanteile zu erobern und mit der Konkurrenz VIVA Deutschland gleichauf zu schließen. Um den Druck auf VIVA zu erhöhen, startete MTV Networks Germany 2001 den Mainstreamkanal MTV2 Pop, welcher sich auf die Sparte Pop und Dance konzentrierte und so direkt gegen VIVA positioniert war.
Seit 2005 ist die MTV-Muttergesellschaft Viacom im Besitz des ehemaligen Konkurrenzsenders VIVA, der daraufhin in die MTV Networks Germany eingegliedert wurde. Nach der Übernahme wurden die beiden MTV-Sender und die beiden VIVA-Sender neu komplementär positioniert. MTV Germany sollte „kantiger“ werden und hatte seither ein eher auf das männliche Publikum abgestimmtes Programm. VIVA war dagegen auf die Zielgruppe der weiblichen Zuschauer ausgerichtet.
Durch diese Neuausrichtung stellte man MTV2 Pop ein und startete stattdessen auf dieser Frequenz den Kindersender Nick neu.
2007 startete Comedy Central Deutschland, welcher vor allem aus Sendungen des vorhergehenden Programmfensters NICK Comedy besteht. Seit 2008 teilt sich Comedy Central eine Frequenz mit Nickelodeon.
Am 1. Dezember 2007 starteten die Pay-TV-Sender MTV Entertainment und Nick Premium, 2009 der Kleinkinder-Pay-TV-Sender Nick Jr.
Seit dem 31. März 2010 trug Nick Premium den Namen Nicktoons und Nick den Sendernamen Nickelodeon.
Seit dem 1. Januar 2011 wird MTV Germany nicht mehr analog verbreitet und ist digital nur noch im Pay-TV zu empfangen.
Ab 1. Oktober 2014 sendeten VIVA und Comedy Central auf einer gemeinsamen Frequenz (VIVA: 6:00 Uhr bis 17:00 Uhr, Comedy Central: 17:00 Uhr bis 6:00 Uhr), Nickelodeon hingegen wurde wieder zu einem 24-Stunden-Programm ausgebaut. MTV wurde ab Herbst 2014 zudem nur noch als HD-only-Marke präsent sein, die SD-Version wurde ersatzlos eingestellt.
Im Juni 2018 gab Viacom bekannt, dass VIVA Deutschland Ende 2018 eingestellt wird. Der Sendeplatz wurde von Comedy Central übernommen, sodass dieser dann wieder 24 Stunden sendet.

### Entwicklung der Marktanteile

Die Marktanteile der Sender von MTV Networks Germany seit 2003

| Jahr         | ab 3 Jahre | ab 3 Jahre | ab 3 Jahre                 | ab 3 Jahre             | ab 3 Jahre |
| ------------ | ---------- | ---------- | -------------------------- | ---------------------- | ---------- |
|              | MTV        | VIVA       | VIVA PLUS / Comedy Central | MTV2 Pop / Nickelodeon |            |
| 2003         | 0,5 %      | k. A.      | k. A.                      | 0,3 %                  |            |
| 2004         | 0,4 %      | 0,4 %      | 0,3 %                      | 0,3 %                  |            |
| 2005         | 0,4 %      | 0,5 %      | 0,3 %                      | k. A.                  |            |
| 2006         | 0,4 %      | 0,6 %      | 0,2 %                      | 0,5 %                  |            |
| 2007         | 0,5 %      | 0,6 %      | k. A.                      | 0,7 %                  |            |
| 2008         | 0,5 %      | 0,6 %      | 0,3 %                      | 0,8 %                  |            |
| 2009         | 0,4 %      | 0,6 %      | 0,3 %                      | 0,9 %                  |            |
| 2010         | 0,4 %      | 0,5 %      | 0,3 %                      | 0,8 %                  |            |
| 2011         | k. A.      | 0,5 %      | 0,4 %                      | 0,8 %                  |            |
| 2012         | k. A.      | 0,5 %      | 0,4 %                      | 0,7 %                  |            |
| 2013         | k. A.      | 0,4 %      | 0,3 %                      | 0,7 %                  |            |
| Durchschnitt | ≈00,4 %    | ≈00,5 %    | ≈00,3 %                    | ≈00,7 %                |            |